# 일리에 치오칸
일리에 치오칸(영어: Ilie Ciocan, 1913년 6월 10일~ )은 루마니아의 슈퍼센티네리언으로, 2024년 11월 25일 존 티니스우드가 유럽 남성 최고령자가 되었다.  2022년 2월 2일 마리아 미하이가 사망 이후 루마니아 최고령자가 되었다. 2021년 2월 15일 이오안 라스카우가 사망 이후 루마니아 남성 최고령자가 되었다. 
| 이전 존 티니스우드 | 유럽 남성 최고령자 2024년 11월 25일~ 현재 | 이후 (생존) |

| 이전 마리아 미하이 | 루마니아 최고령자 2022년 2월 2일~ 현재 | 이후 (생존) |

| 이전 이오안 라스카우 | 루마니아 남성 최고령자 2021년 2월 15일~ 현재 | 이후 (생존) |

## 같이 보기
- 최장수인
- 슈퍼센티네리언